# Ога, Юко
 Юко Ога (яп. 大神雄子 Ога Юко) (род. 17 октября 1982, Ямагата, префектура Ямагата, Япония) — японская баскетболистка, выступающая в амплуа защитника. Участник Олимпийских игр — 2004, неоднократный призёр чемпионата Азии, многократный победитель японской лиги «WJBL», лучший снайпер чемпионата мира — 2010. Вторая представительница Японии, после Микико Хагивары, выступавшая в ВНБА.

## Биография
Юко Ога баскетболом стала заниматься в школе города Нагоя. После окончания учебного заведения в 2001 году подписывает первый профессиональный контракт с командой нефтяной компании «Japan Energy» из Касивы. В этом же году выступает на юниорском первенстве мира в Чехии, где показывает феноменальный результат — 25,4 очка в среднем за матч.
За 12 сезонов в составе «ДжиИкс Санфлауэрс» баскетболистка 9 раз становилась победителем японской лиги «WJBL», при этом имела следующие личные достижения:
- MVP регулярного сезона — 2007/08;
- MVP серии плей-офф — 2006/07, 2009/10;
- попадание в «символическую пятёрку», как лучший защитник лиги — 2005/06, 2006/07, 2007/08, 2008/09, 2009/10, 2010/11.

В 2008 году Юко подписывает контракт с клубом ВНБА «Финикс Меркури» и участвует в 23 играх, набирая в среднем за матч 2,4 очка. В 2011 году, перед началом нового сезона заокеанской лиги, проходит тренировочный сбор. По итогам 2-х предсезонных игр руководство «Финикс Меркури» отказалось заключать с баскетболисткой новый контракт.
В 2013 году Юко покидает Японию и переезжает в Китай, где уже в первом своём сезоне за «Шаньси Ксинг Руи Флэймс» становится победителем китайской лиги «WCBL».
За сборную Японии баскетболистка выступала на Олимпийских играх — 2004, чемпионате мира — 2010, где была признана лучшим снайпером первенства (19,1 очко в среднем за матч). С 2009 года является капитаном национальной сборной. На чемпионате мира — 2014 она была самым возрастным игроком в национальной команде, при этом на площадке проводила 23 минуты в среднем за матч.

## Достижения
- Бронзовый призёр Азиатские игр: 2006, 2010
- Чемпион Азии: 2013
- Бронзовый призёр чемпионата Азии: 2004, 2007, 2009, 2011
- Чемпион WJBL: 2002, 2003, 2004, 2007, 2009, 2010, 2011, 2012, 2013
- Финалист WJBL: 2008
- Чемпион WCBL: 2014